# Palhais (Trancoso)
Palhais is een plaats (freguesia) in de Portugese gemeente Trancoso en telt 187 inwoners (2001).